# Chāndbāli
Chāndbāli är en ort i Indien.   Den ligger i distriktet Bhadrak och delstaten Odisha, i den östra delen av landet, 1 300 km sydost om huvudstaden New Delhi. Chāndbāli ligger 8 meter över havet och antalet invånare är 9 918.
Terrängen runt Chāndbāli är mycket platt. Runt Chāndbāli är det tätbefolkat, med 493 invånare per kvadratkilometer. Det finns inga andra samhällen i närheten. Trakten runt Chāndbāli består till största delen av jordbruksmark.